# Isla de las Gaviotas (Argentina)
La isla de las Gaviotas es una isla marítima ubicada del Departamento Deseado en la provincia de Santa Cruz, Patagonia Argentina. Se halla frente a Punta Guanaco, a 5,5 kilómetros en línea recta al sur de la localidad de Puerto Deseado. Está separada de la Punta Guanaco por una pequeña lengua de tierra y rocas de aproximadamente 200 metros de longitud. Presenta una forma irregular, con unas medidas máximas de 250 metros de largo por 100 metros de ancho, con el eje mayor en sentido este-oeste.
Esta isla es una importante área de alimentación y descanso de varias especies de aves migratorias. Alberga una de las mayores colonias mixtas de la costa patagónica de gaviotin sudamericano (Sterna hirundinacea) y de gaviotín de pico amarillo (Thalasseus sandvicensis eurygnatha).